# Insulivitrina mascaensis
Insulivitrina mascaensis es una especie de molusco gasterópodo de la familia Vitrinidae en el ordenStylommatophora.

## Distribución geográfica
Es  endémica de España. 